# Cosa vuoi che sia
Cosa vuoi che sia, è un brano musicale scritto da Luciano Ligabue e quinto singolo estratto dall'album Nome e cognome (2005) durante il 2006.

## Il brano
Nonostante il sondaggio, promosso dal sito ufficiale dell'artista, avesse indicato la canzone È più forte di me come singolo da estrarre dall'album, venne invece scelto questo brano.
Ha raggiunto nel gennaio 2007 il decimo posto della Top Singoli.

## Il testo e la musica
Il brano, un mid-tempo, parla delle frasi di circostanza, del tipo 'non abbatterti', 'vedrai passerà', 'presto dimenticherai tutto' e simili, che gli amici si prodigano a ricordarti quando sei in un momento buio della tua vita, tutti argomenti fin troppo noti e che, proprio in quelle circostanze, saresti felice di poter non ascoltare.
Dalla seconda strofa è preponderante la chitarra elettrica di Bossini, preceduta da un'introduzione in distorto, a cui si arriva dopo un inizio relativamente pacato.

## Il video musicale
Girato dal regista Alex Infascelli a Genova. L'interprete principale è Fabio Troiano, successivamente famoso per il ruolo del sottotenente Ghirelli nella serie televisiva R.I.S. - Delitti imperfetti, affiancato da Simona Cavallari.
- Videoclip ufficiale, su YouTube. URL consultato il 9 gennaio 2015.

È stato inserito nei DVD Secondo tempo del 2008 e Videoclip Collection del 2012, quest'ultima distribuita solo nelle edicole. Presente anche nei vari DVD del Nome e cognome tour 2006.

## Tracce
1. Cosa vuoi che sia – 3:36 (Luciano Ligabue)

## Formazione
- Luciano Ligabue - voce, chitarra acustica

### La Banda
- Niccolò Bossini - chitarra elettrica
- Antonio Righetti - basso
- Fabrizio Simoncioni - tastiera, cori

### Altri musicisti
- Alessandro Lugli - batteria

## Classifiche
| Classifica (2006-07) | Posizione massima |
| -------------------- | ----------------- |
| Italia               | 10                |

### Classifiche di fine anno
| Classifica (2006) | Posizione |
| ----------------- | --------- |
| Italia            | 94        |